# コルクボード

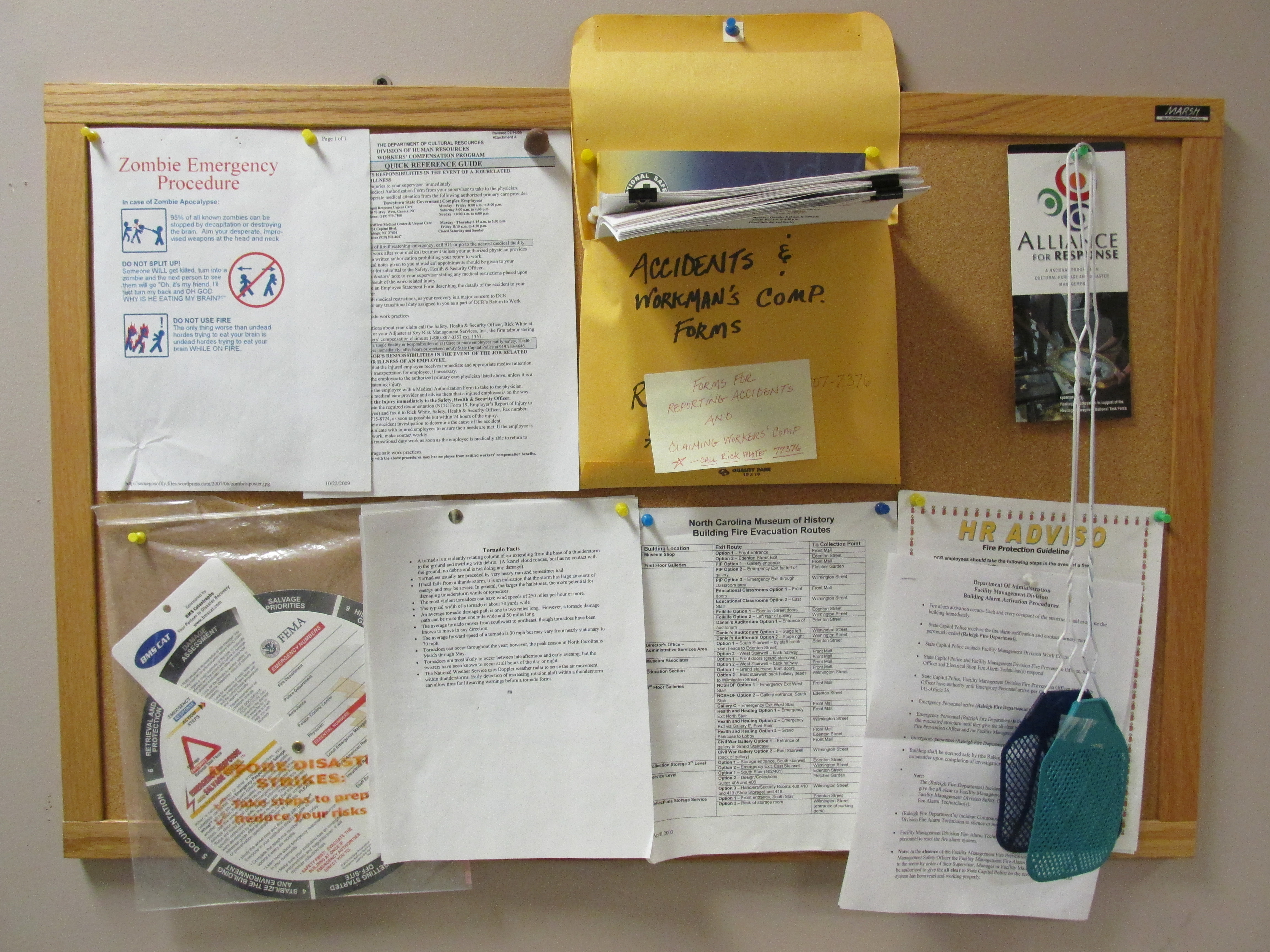
コルクボード

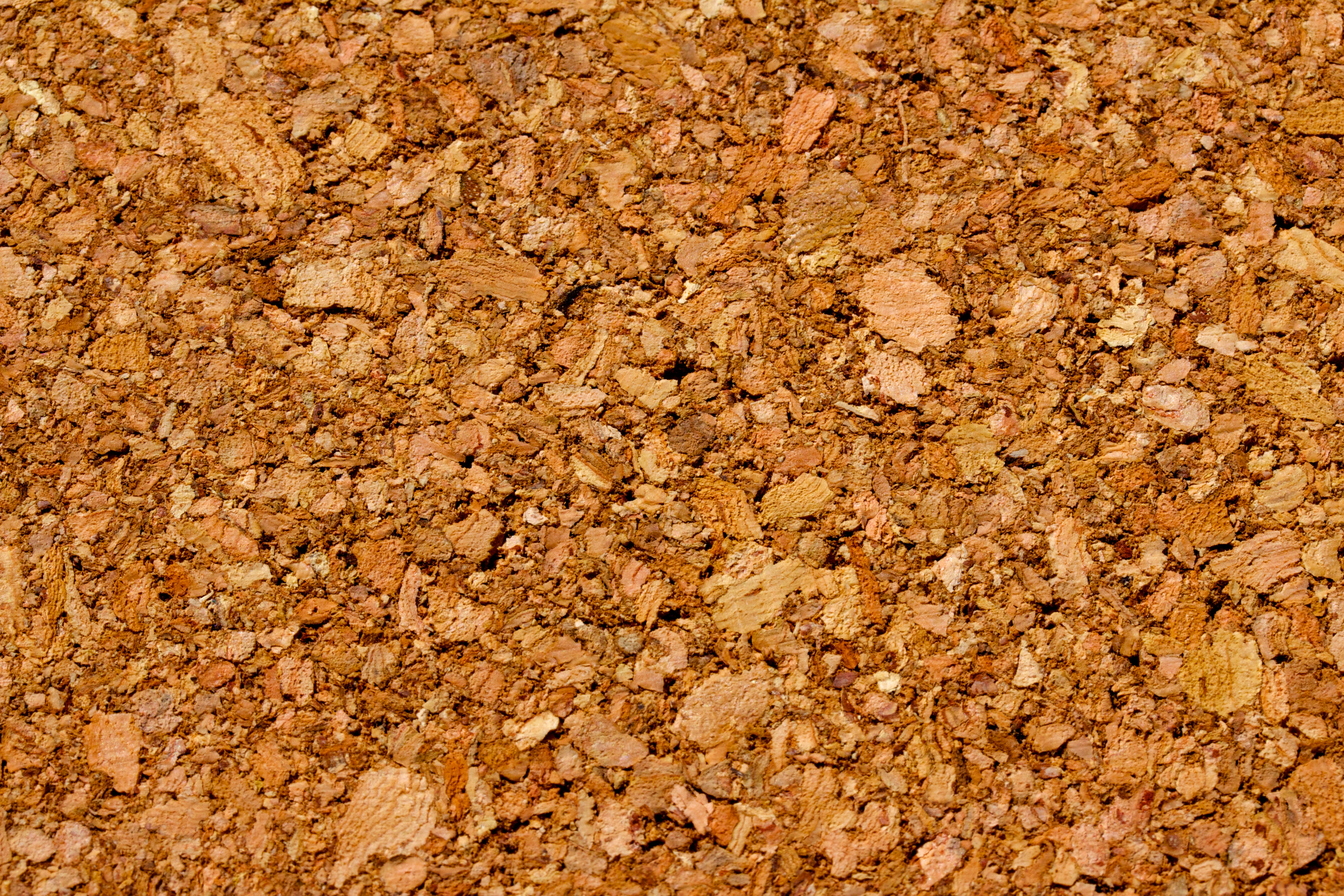
原料となるコルク表面

コルクボードは、コルクで作られた掲示板。

## 概要
その名の通り、コルクを成型加工して作られる。材質がコルクであるゆえ、黒板やホワイトボードのようにコルクボード自体へ直接書き込むのではなく、メモや写真などを画鋲などで貼り付けるという目的に用いられる。
コルクそのままでも掲示板として機能するうえ、小さく切り揃えたり土台として用いたり組み合わせたりすることもできるが、コルクの質感が映える外見をより良くするほか、端から崩れてこないようにするためや強度を上げるため、外枠を取り付けた製品が多い。また、ホワイトボードと一体化させた製品も存在する。
画鋲を抜け落ちにくくするほか、コルクボード自体を反りにくくするため、中芯へパルプ圧縮材やスチロール素材、ダンボールやEVA樹脂などを挟み込んだ製品も存在する。また、内部に鉄粉入りのラバーシートを用いることによってマグネットを併用できるようにした製品も存在する。ただし、そういった別素材を用いて価格を抑えた製品の中には、表面のコルクが薄すぎて画鋲の刺さり具合が悪い、中身がスカスカ、画鋲を抜き差しするうちに穴が広がって抜けるという弊害を持つ安物も存在する。

## 主な購入場所
- ホームセンター、家具店[3]
- 文房具屋、雑貨屋[3]
- 100円ショップ[1][2][3]